# Griest (Einheit)
Der Griest war ein livländisches Heumaß und kann zu den Stückmaßen gerechnet werden.
Ein Griest war ein doppelt zusammengedrehter Heuwulst oder eine Heuflechte. Ein Bund Heu dieser Zusammenstellung sollte 20 Pfund wiegen, was einem Fünftel des Zentners entsprach.
- 800 Fuder Heu entsprachen 2400 Griesten
- 1 Fuder Heu entsprach 3 Griesten